# Kanton Saint-Max
Kanton Saint-Max (fr. Canton de Saint-Max) je francouzský kanton v departementu Meurthe-et-Moselle v regionu Grand Est. Tvoří ho pět obcí. Před reformou kantonů 2014 ho tvořily tři obce.

## Obce kantonu
od roku 2015:
- Dommartemont
- Essey-lès-Nancy
- Malzéville
- Saint-Max
- Tomblaine

před rokem 2015:
- Dommartemont
- Essey-lès-Nancy
- Saint-Max